# A8 (Portugal)
De A8 of Auto-estrada do Oeste is een autosnelweg in Portugal die van Lissabon naar Caldas da Rainha loopt. De snelweg is 132 km lang. Het eerste deel van de snelweg (tussen Olival Basto en Frielas) werd aangelegd in 1984. In 1991 volgde het snelwegdeel tot Venda do Pinheiro/Malveira en in 1996 het stuk tot Torres Vedras. In 1995 werden de delen Torres Vedras (sul)-Torres Vedras (norte) en  Bombarral (norte)–Caldas da Rainha–Tornada gebouwd. In 2002 werd de A8 verlengd tot Leiria en in 2011 volgde de aansluiting met de A1.  
A1 · 
A2 · 
A3 · 
A4 · 
A5 · 
A6 · 
A7 · 
A8 · 
A9 · 
A10 · 
A11 · 
A12 · 
A13 ·
A13-1 · 
A14 · 
A15 · 
A16 · 
A17 · 
A18 · 
A19 · 
A20 · 
A21 · 
A22 · 
A23 · 
A24 · 
A25 · 
A26 · 
A27 · 
A28 · 
A29 · 
A30 · 
A31 · 
A32 · 
A33 · 
A34 · 
A35 · 
A36 · 
A37 · 
A38 · 
A39 · 
A40 · 
A41 · 
A42 · 
A43 · 
A44 · 
A47 · 
A48 · 
VRI